# 너와 나 (2023년 영화)
《너와 나》는 2023년에 개봉한 대한민국의 영화이다. 

## 캐스팅

### 주연
- 박혜수 : 정세미 역
- 김시은 : 김하은 역

### 조연
- 오우리 : 심다애 역
- 이도은 : 한나 역
- 박서경 : 예진 역
- 소아린 : 선영 역
- 김보영 : 미진 역
- 한기옥 : 지현 역

### 그 외 출연
- 구지윤 : 거울 앞 친구 1 역
- 백정민 : 거울 앞 친구 2 역

### 특별출연
- 이태경 : 지혜 역
- 김신비 : 병준(자전거 남학생) 역
- 박정민 : 대학생 / 똘이 아범 역
- 길해연 : 똘똘이(진식이) 주인 역
- 박미현 : 세미의 어머니 역
- 박원상 : 세미의 아버지 역
- 박준 : 물리 선생님 역
- 강애심 : 병원 간호사 역
- 매드클라운 : 지혜의 남자 친구 역

## 수상 목록
- 2024년 제60회 백상예술대상 구찌 임팩트 어워드 상 (너와 나)
- 2024년 제44회 한국영화평론가협회상 신인감독상 (조현철)
- 2024년 제45회 청룡영화상 신인감독상 (조현철)
- 2024년 제45회 청룡영화상 각본상 (조현철)